# União Internacional das Ciências Pré-históricas e Proto-históricas
A União Internacional das Ciências Pré-históricas e Proto-históricas (Union internationale des sciences préhistoriques et protohistoriques – UISPP) é uma sociedade científica internacional que reúne pré-historiadores e proto-historiadores de todo o mundo. É entidade membro do Conselho Internacional de Filosofia e Ciências Humanas (Conseil international de la philosophie et des sciences humaines – CIPSH), organização não governamental associada à UNESCO. Os seus objectivos são promover as ciências pré-históricas, arqueológicas e antropológicas por meio da organização de congressos científicos internacionais, da publicação de monografias e revistas científicas sobre pré-história e proto-história, e do incentivo à pesquisa através da cooperação e da compreensão mútua entre investigadores de todos os países.
A UISPP, como associação internacional de investigadores, coloca a universalidade da ciência na base das suas actividades. Nesta qualidade, afirma o seu total compromisso com a liberdade académica, considerando que o estudo da humanidade diz respeito a todas as sociedades actuais. Neste sentido, rejeita qualquer forma de discriminação baseada no conceito de raça, convicção filosófica ou ideológica, pertença étnica ou geográfica, nacionalidade, sexo, língua ou qualquer outro critério; discriminação que, pela sua intolerância e por definição, é a própria negação de qualquer abordagem científica. Ela também rejeita qualquer tentativa de reescrita ficcional do passado e de negacionismo histórico. Sendo uma organização não governamental, não exclui nenhum investigador de boa-fé das suas actividades científicas.

## História
A UISPP é a mais antiga organização internacional dedicada especificamente ao estudo da pré-história e da proto-história. As suas origens remontam a meados do século XIX.

### Origens
A decisão de criar uma sociedade internacional dedicada à promoção das ciências pré-históricas e proto-históricas foi tomada em 1865, durante um congresso da Società italiana di scienze naturali. Foi inicialmente criado sob o título de Congresso Paleoetnológico Internacional (Congrès paléoethnologique international), tendo a primeira reunião sido realizada em 1866. No ano seguinte, recebeu o nome de Congresso Internacional de Antropologia e Arqueologia Pré-histórica (Congrès international d'anthropologie et d'archéologie préhistoriques – CIAAP). Um conselho permanente do CIAAP foi estabelecido em 1880 e os congressos regulares continuaram a ser realizados até que o início da Primeira Guerra Mundial provocou uma interrupção na colaboração e no intercâmbio internacional, pondo fim a esta série de reuniões académicas.

### Período entre guerras
Após a Primeira Guerra Mundial, os esforços para reavivar a tradição dos congressos regulares foram liderados pelo Instituto Internacional de Antropologia (Institut international d'anthropologie – IIA). No entanto, a estrutura e a orientação desta organização revelaram-se inadequadas para satisfazer as necessidades da pesquisa pré-histórica e proto-histórica. A limitada visão internacional do Instituto e o papel secundário que atribuiu à pré-história e à proto-história levaram a uma iniciativa para criar um organismo mais especializado que aderisse de uma maneira mais fiel à tradição estabelecida pelo CIAAP antes da Primeira Guerra Mundial. Desse modo, o Congresso Internacional de Ciências Pré-históricas e Proto-históricas (Congrès international des sciences préhistoriques et protohistoriques – CISPP) foi criado em 1931, proporcionando uma plataforma dedicada para investigadores activos nestas áreas. Esta nova organização tinha como objectivo promover a colaboração internacional e fazer avançar a pesquisa em pré-história e proto-história, colmatando assim as lacunas deixadas pelo IIA. O primeiro congresso foi realizado em Londres em 1932, o congresso seguinte em Oslo em 1936. Entretanto, a ascensão do fascismo e o início da Segunda Guerra Mundial tiveram um impacto significativo nas actividades da CISPP, levando ao cancelamento do terceiro congresso previsto para 1940 em Budapeste.

### Período pós-guerra
Não se realizou nenhum congresso entre 1936 e 1950, até que um esforço conjunto de académicos de diferentes países restabeleceu a tradição de congressos internacionais regulares para as ciências pré-históricas e proto-históricas, com o primeiro congresso do pós-guerra em Zurique em 1950. Em 1955, o conselho permanente decidiu filiar o CISPP no Conselho Internacional de Filosofia e Ciências Humanas (CIPSH), uma organização membro da UNESCO. Esta filiação exigiu uma mudança de nome e, em 1956, a CISPP tornou-se a União Internacional de Ciências Pré-históricas e Proto-históricas (Union internationale des sciences préhistoriques et protohistoriques – UISPP). Os congressos da UISPP desenvolveram-se então em um fórum essencial para o intercâmbio científico, diminuindo a distância entre os investigadores de ambos os lados da Cortina de Ferro, apesar das tensões da Guerra Fria. Este papel como ponte para o diálogo Leste-Oeste foi possível pela adesão ao princípio da neutralidade intelectual, que explicitamente não considera os participantes como representantes de um Estado ou de um governo. Esta abordagem revelou-se essencial para promover um ambiente de debate académico aberto, transcendendo fronteiras políticas e diferenças ideológicas.
Embora até à década de 1980 o foco das actividades da UISPP estivesse muito centrado na Europa, após o fim da Guerra Fria começou a adoptar uma abordagem mais global, com um número crescente de congressos a decorrer fora da Europa. Congressos mundiais da UISPP tiveram lugar em países lusófonos em 2006 (Lisboa) e 2011 (Florianópolis), depois de os congressos do CIAAP de 1880 e de 1930 já terem tido lugar em Portugal. No congresso de Florianópolis foi adoptada uma nova constituição que aboliu o conselho permanente e introduziu a adesão individual e estruturas mais democráticas. Tal tinha sido exigido por muitos pré-historiadores e proto-historiadores desde a polémica em torno do XI Congresso Mundial da UISPP, previsto para 1986 em Southampton (Reino Unido), mas que se realizou no ano seguinte após ter sido transferido para Mogúncia (Alemanha). Isto ocorreu quando o comité organizador britânico decidiu proibir os arqueólogos sul-africanos e namibianos de participarem no congresso em Southampton por causa do regime do apartheid na África do Sul, o que os órgãos centrais da UISPP consideraram uma violação do princípio da neutralidade intelectual e da liberdade académica dos investigadores excluídos. Este conflito na época gerou muitas críticas à UISPP pelo que muitos viam como uma abordagem arcaica e burocrática, centrada numa visão ocidental da arqueologia. O comité organizador britânico prosseguiu com o congresso planeado em Southampton, levando à formação de uma organização dissidente, com o nome de Congresso Arqueológico Mundial (World Archaeological Congress – WAC). A maioria dos membros da UISPP rejeitou esta divisão, e desde 2005 as relações entre a UISPP e o WAC foram retomadas, marcando uma nova era de cooperação no domínio da arqueologia mundial. A UISPP continua focada na investigação pré-histórica e proto-histórica, enquanto o WAC evoluiu para se concentrar principalmente em abordagens e advocacia politicamente comprometidas. As duas organizações têm, por isso, âmbitos diferentes. Em 2019, a UISPP tornou-se membro da União Académica Internacional (UAI).

## Estrutura
A estrutura da UISPP mudou várias vezes desde a sua fundação, mais recentemente em 2011, quando o conselho permanente foi extinto e foi introduzida a filiação individual e institucional. A adesão à UISPP está aberta a todos os investigadores de boa-fé, embora a participação nas suas comissões científicas seja normalmente limitada a investigadores com doutoramento ou que estejam a frequentar o doutoramento.

### Assembleia Geral
A assembleia geral é constituída por todos os membros da UISPP com inscrição regularizada e reúne-se por ocasião de cada congresso mundial. Aprova as moções propostas pelo comité executivo, elegendo o presidente, o secretário-geral e o tesoureiro. Decide também sobre a criação e dissolução de comissões científicas e toma outras decisões importantes no âmbito da UISPP, após consulta ao comité executivo.

### Comité Executivo
O comité executivo é composto pelos membros do gabinete (presidente, secretário-geral, tesoureiro), pelo(s) vice-presidente(s) e pelos presidentes eleitos de todas as comissões científicas da UISPP. Em colaboração com o conselho, a sua função é defender os princípios da UISPP e monitorizar o desenvolvimento harmonioso das actividades realizadas no âmbito da organização. O comité executivo acompanha igualmente o progresso dos preparativos para o congresso mundial trienal, intervindo na sua organização apenas quando confrontado com acontecimentos inesperados ou atrasos significativos no programa proposto pelo comité organizador nacional.

### Comissões Científicas
O objectivo das comissões científicas é promover e coordenar, a nível internacional, a pesquisa num campo específico ou especializado das ciências pré-históricas e proto-históricas entre cada congresso mundial. As comissões estão agrupadas em seis áreas principais:
• Historiografia, métodos e teorias (história da arqueologia, teorias e métodos em arqueologia, métodos científicos utilizados em arqueologia, como os provenientes das ciências naturais, ciências aplicadas, ciências biológicas, ciências sociais, ciências económicas, etc.),
• Cultura, economia e ambiente (períodos específicos, temas diacrónicos, particularidades regionais),
• Arqueologia de ambientes específicos (zonas áridas, zonas montanhosas, zonas vulcânicas, zonas costeiras, ilhas, etc.),
• Arte e cultura (todas as formas de expressão artística durante a pré-história e a proto-história, incluindo a arte rupestre e a arte portátil),
• Tecnologia e economia (introdução e desenvolvimento de tecnologias e exploração de materiais, incluindo técnicas de caracterização científica),
• Arqueologia e sociedade (interacção entre a arqueologia e a sociedade contemporânea, incluindo estratégias de gestão do património cultural, pesquisa científica e exigências públicas).
As principais actividades de uma comissão científica são:
• A organização de eventos científicos (simpósios, conferências, sessões em congressos filiados, workshops temáticos) sobre o tema da comissão por ocasião de cada congresso mundial da UISPP e pelo menos uma vez entre dois congressos consecutivos, dando origem a uma publicação científica,
• A realização de uma reunião anual da comissão para elaborar o plano de actividades do ano em curso e aprovar a ata da reunião anterior,
• A distribuição digital de pelo menos um boletim informativo anual destinado aos membros da comissão.

## Congressos do CISPP e da UISPP
A frequência dos congressos da UISPP tem evoluído ao longo do tempo. Inicialmente quadrienais, alternando bienalmente com os congressos da sua organização irmã, a União Internacional de Ciências Antropológicas e Etnológicas, desde 1966 os congressos da UISPP passaram a quinquenais, de acordo com as regras da UNESCO. Desde 2011 que os congressos mundiais são realizados de três em três anos, com o objetivo de alternar entre a Europa e outros continentes.
| I Congresso     | Londres, Reino Unido         | 1-6 de agosto 1932                                 |
| II Congresso    | Oslo, Noruega                | 3-8 de agosto 1936                                 |
| III Congresso   | Zurique, Suíça               | 14-19 de agosto 1950                               |
| IV Congresso    | Madrid, Espanha              | 21-27 de abril 1954                                |
| V Congresso     | Hamburgo, Alemanha Ocidental | 24-30 de agosto 1958                               |
| VI Congresso    | Roma, Itália                 | 29 de agosto-3 de setembro 1962                    |
| VII Congresso   | Praga, Checoslováquia        | 21-27 de agosto 1966                               |
| VIII Congresso  | Belgrado, Jugoslávia         | 9-15 de setembro 1971                              |
| IX Congresso    | Nice, França                 | 13-18 de setembro 1976                             |
| X Congresso     | Cidade do México, México     | 19-24 de outubro 1981                              |
| XI Congresso    | Mogúncia, Alemanha Ocidental | 31 de agosto-4 de setembro 1987                    |
| XII Congresso   | Bratislava, Checoslováquia   | 1-7 de setembro 1991                               |
| XIII Congresso  | Forlì, Itália                | 8-14 de setembro 1996                              |
| XIV Congresso   | Liège, Bélgica               | 2-8 de setembro 2001                               |
| XV Congresso    | Lisboa, Portugal             | 4-9 de setembro 2006                               |
| XVI Congresso   | Florianópolis, Brasil        | 4-10 de setembro 2011                              |
| XVII Congresso  | Burgos, Espanha              | 1-7 de setembro 2014                               |
| XVIII Congresso | Paris, França                | 4-9 de junho 2018                                  |
| XIX Congresso   | Mequinez, Marrocos           | 2-7 de setembro 2021                               |
| XX Congresso    | Timișoara, Roménia           | 5-9 de setembro 2023                               |
| XXI Congresso   | Posnânia, Polónia            | previsto para 31 de agosto a 4 de setembro de 2026 |

Em algumas ocasiões, a frequência habitual dos congressos sofreu interrupções:
• O XI Congresso Mundial da UISPP foi adiado por um ano, de 1986 para 1987, devido à retirada do apoio ao congresso de Southampton pelo conselho permanente,, na sequência das decisões do comité organizador britânico.
• O XVIII Congresso Mundial foi inicialmente planeado para Melbourne (Austrália) em 2017. No entanto, devido a dificuldades organizacionais, foi transferido para Paris e realizado com um adiamento de um ano, em 2018.
• O XIX Congresso Mundial da UISPP, inicialmente agendado para 2020 em Mequinez, foi adiado para 2021 e realizado como um evento totalmente virtual devido ao surto da pandemia de COVID-19.
Em 2023, a UISPP decidiu estabelecer os congressos continentais como um novo formato. Estes têm um enfoque regional e são organizados como eventos intercongressos nos anos entre os congressos mundiais habituais. O primeiro congresso continental da UISPP centra-se na Ásia e será realizado como um evento em vários locais sobre Java na Indonésia em 2025.

## Prémios da UISPP
A UISPP atribui vários prémios para reconhecer a excelência no campo da arqueologia e ciências afins. Estas distinções visam destacar contributos significativos para a pesquisa arqueológica nas áreas da pré-história e proto-história, para a divulgação do conhecimento e para a promoção do património pré-histórico e proto-histórico. Os prémios são entregues em cada congresso mundial da UISPP:
• Prémio honorário
• Prémio para o grande projecto de escavação arqueológica de longo prazo
• Prémio para mediação arqueológica
• Prémio para monografia de sítio
• Prémio para livro de síntese
• Prémio para tese de doutoramento

## Publicações
Além da publicação das actas dos seus congressos, a UISPP tem publicado varias  séries de monografias destinadas principalmente à sistematização de fontes arqueológicas primárias (Inventaria Archaeologica, Prähistorische Bronzefunde, Fiches typlogiques de l’industrie osseuse pré-historique), mas também à temas específicos de interesse global (Les sociétés humaines face aux changements climatiques). Desde 2018, a UISPP publica o Journal of the International Union of Prehistoric and Protohistoric Sciences / Revue de l’Union Internationale des Sciences Préhistoriques et Protohistoriques, uma revista digital de acesso aberto e revisão por pares.